# Xalet al carrer Sant Antoni, 11 (Caldes de Malavella)
L'edifici situat al carrer Sant Antoni, 11, conegut com la Casa Perxacs, és una obra del municipi de Caldes de Malavella (Selva) inclosa en l'Inventari del Patrimoni Arquitectònic de Catalunya. És un xalet unifamiliar, de planta baixa i terrat, situat entre els carrers Sant Antoni i Núria, al nucli urbà de Caldes de Malavella. És veïna del també inventariat edifici del carrer Sant Antoni, 15.

## Descripció
La façana principal, situada al carrer Sant Antoni, té la porta d'entrada, amb trencaaigües, just al centre. A dreta i esquerra, dues finestres quadrangulars també amb trencaaigües. Els trencaaigües tenen forma escalonada. Un pinyó petit escalonat, remata l'edifici, tot emmarcant un escut petit quatribarrat. Al terrat, barana de pedra artificial amb decoració circular i elements vegetals. A la façana lateral, carrer Núria, tres obertures centrals emmarcades per un pinyó petit escalonat, i una finestra a cada costat. Totes tenen arc de llinda i trencaaigües escalonat. A la part posterior hi ha un petit jardí. Els colors de la façana (amb molta humitat) marquen el ritme, de manera que el joc d'obertures queda molt clar.

## Història
Aquest edifici apareix a la "Guia ilustrada oficial. Caldas de Malavella" de l'any 1927 com a xalet propietat de José Perxachs i era una de les cases que es llogaven als estiuejants que anaven a prendre les aigües medicinals, cosa que marcà enormement el desenvolupament econòmic i urbanístic del poble.